# Батько солдата
«Батько солдата» (рос. Отец солдата) — художній фільм, поставлений в 1964 році режисером Резо Чхеїдзе за сценарієм Суліко Жгенті.

## Зміст
Син Георгія Махарашвілі — простий селянин, як і багато мільйонів. Він відправляється на фронт воювати з фашистами. Коли його батько дізнається, що син поранений і лежить у госпіталі, то тут же кидає всі справи і вирушає до своєї дитини. Та коли Георгій прибуває на місце, виявляється, що той уже знову на передовій. Не в змозі повернутися додому, він проходить усю війну разом із вітчизняними військами, хоча Георгію, як людині схильній творити, глибоко огидна ця велика бійня.

## У ролях
- Серго Закаріадзе — Георгій Махарашвілі
- Володимир Прівальцев — старший сержант Нікифоров
- Олександр Назаров — Аркадій Єршов
- Олександр Лебедєв — Микола Назаров
- Володимир Колокольцев — Гриша
- Юра Дроздов — Боря
- Іван Косих — баяніст
- Вітя Косих — Вася
- Віктор Уральський — матрос-інвалід
- Кетеван Бочорішвілі — Марія, дружина Георгія
- Володимир Піцек — реєстратор госпіталю
- Петро Любешкін — генерал
- Т. Сапожникова — дівчина-боєць
- Микола Бармин — полковник
- Інна Виходцева — жінка з дітьми на возі, мати Васі
- Ромуальд Вільдан — хірург
- Гія Кобахідзе — Годердзи Махарашвілі, син Георгія
- Олена Максимова — господиня будинку
- Раднер Муратов — лейтенант
- Олександра Денисова — вчителька (немає в титрах)